# Divisió de Belgaum
La divisio de Belgaum és una entitat administrativa de l'Índia, a l'estat de Karnataka, amb capital a la ciutat de Belgaum. Està formada pels següents districtes:
- Districte de Bagalkot
- Districte de Belgaum
- Districte de Bijapur
- Districte de Dharwad
- Districte de Gadag
- Districte d'Haveri
- Districte d'Uttara Kannada